# Pogo (dans)
Pogo är en minimalistisk dans som uppstod inom punk-rörelsen. Pogon är väldigt enkel och består huvudsakligen av att man hoppar upp och ner på stället. Dansen påstås ha uppfunnits av Sid Vicious, som senare blev medlem i Sex Pistols.